# Nawodczik-2
Nawodczik-2 (ros. Наводчик-2, pol. Celowniczy-2) – rosyjski system kontroli lotu bezzałogowych statków powietrznych, wykorzystywany przez Siły Zbrojne Federacji Rosyjskiej.

## Opis
Zakłady Iżewskie Systemy Bezzałogowe (ros. ООО Ижевские беспилотные системы) w Iżewsku zakończyły prace badawczo-rozwojowe nad systemem w 2010 r. W ramach realizacji umowy państwowej z dnia 15 kwietnia 2013 r. rozpoczęto produkcję i dostawę systemów Nawodczik-2 do jednostek armii rosyjskiej. Do służby został wprowadzony w 2014 r.
System Nawodczik-2 jest przeznaczony do transportu wojskowych dronów, kontrolowania ich lotu oraz odbierania od nich informacji, ich przetwarzania i przekazywania w trybie automatycznym jednostkom artylerii lufowej i rakietowej oraz Siłom Powietrznym Federacji Rosyjskiej.
W skład systemu wchodzi siedem bezzałogowych statków powietrznych typu Granat-1, Granat-2, Granat-3 i Granat-4. UAV mogą przenosić wyposażenie fotograficzne i filmowe pracujące w zakresie pasma widzialnego lub podczerwieni. Dodatkowo mogą być wyposażone w sprzęt służący walce radioelektronicznej.
Obsługa dronów Granat-1, Granat-2 i Granat-3 odbywa się z kontenera umieszczonego na podwoziu ciężarówki KamAZ 4350, który mieści dwa stanowiska kontrolne. Całość systemu jest obsługiwana przez czterech żołnierzy. Do obsługi drona Granat-4 wykorzystywane jest stanowisko kontrolne zamontowane na podwoziu ciężarówki Ural, która również transportuje dwa drony tego typu. Na kontenerze jest zamontowana antena NSU, którą można podnosić na wysokość 5 m. Czas przygotowania systemu do działalności bojowej nie przekracza 40 minut. System jest dostosowany do działania w temperaturach od –50 °C do +50 °C.
System został zaprezentowany na Międzynarodowym Forum Wojskowo-Technicznym „ARMIA-2019”, podczas których pokazano naziemną stację kontroli systemu i obsługiwane przez nią drony.

## Wykorzystanie

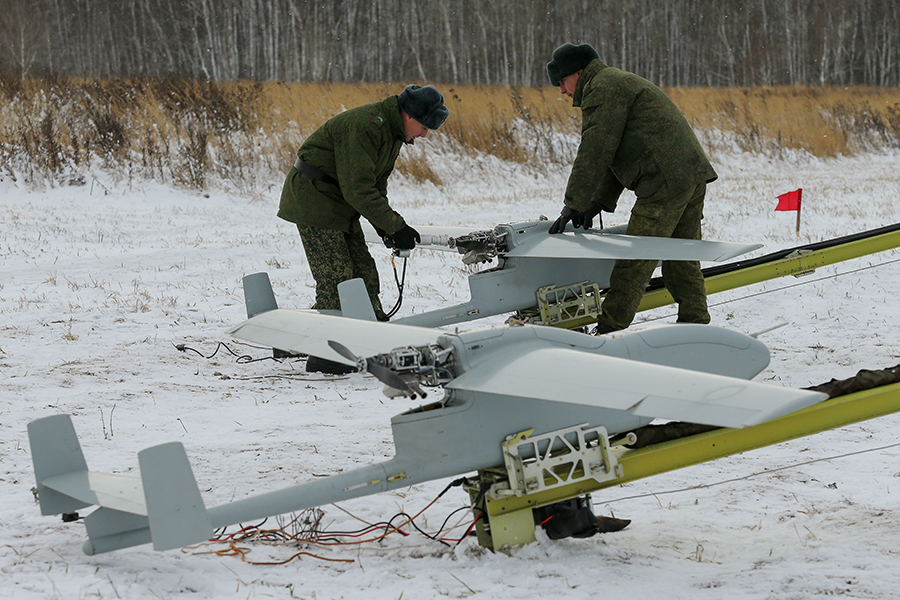
Drony Granat-4 na stanowisku startowym

System został wykorzystany we wrześniu 2013 r. podczas ćwiczeń jednostek Centralnego Okręgu Wojskowego Sił Zbrojnych Federacji Rosyjskiej w regionie Kemerowo. Za jego pomocą korygowano ogień jednostek artyleryjskich wyposażonych w systemy rakietowe BM-27 Uragan i samobieżne haubicoarmaty 2S19 Msta-S. W ocenie ćwiczących dzięki informacjom przekazanym przez system Nawodczik-2 cele zostały zniszczone 1,5-2 razy szybciej niż przy dotychczas wykorzystywanych metodach obserwacji pola walki. Jako szczególnie korzystne oceniono możliwość śledzenia jednocześnie wielu celów niezależnie od pory dnia. Kolejne testy przeprowadzono w lutym 2014 r. na terenie rosyjskiej 102. bazy wojskowej zlokalizowanej w Giumri w Armenii. W ich wyniku stwierdzono pięciokrotnie większą skuteczność działania jednostek rozpoznawczych i specjalnych. Jesienią 2014 r. przeprowadzono testy na poligonach w Alagjaz, Kamchut i Bagramian. Kilkukrotnie ten system był również wymieniany w kontekście prowadzenia ćwiczeń na terenie 4. bazy wojskowej Federacji Rosyjskiej, która jest rozmieszczona w regionie Cchinwali w Gruzji.
Bliżej nieznana liczba egzemplarzy systemu Nawodczik-2 została przekazana siłom separatystów z Donieckiej Republiki Ludowej, jego obecność stwierdzono w tym rejonie w listopadzie 2020 r.